# Sântuhalm, Hunedoara
Sântuhalm (în maghiară Szántóhalma, în germană Ackersdorf) este o localitate componentă a municipiului Deva din județul Hunedoara, Transilvania, România. Anterior a fost o localitate aparte, alipită orașului Deva in 1930.

## Personalități
- Petru Almășan (1872-1949), deputat în Marea Adunare Națională de la Alba Iulia, 1918
- George Igna (1877-1950), deputat în Marea Adunare Națională de la Alba Iulia, 1918

## Imagini

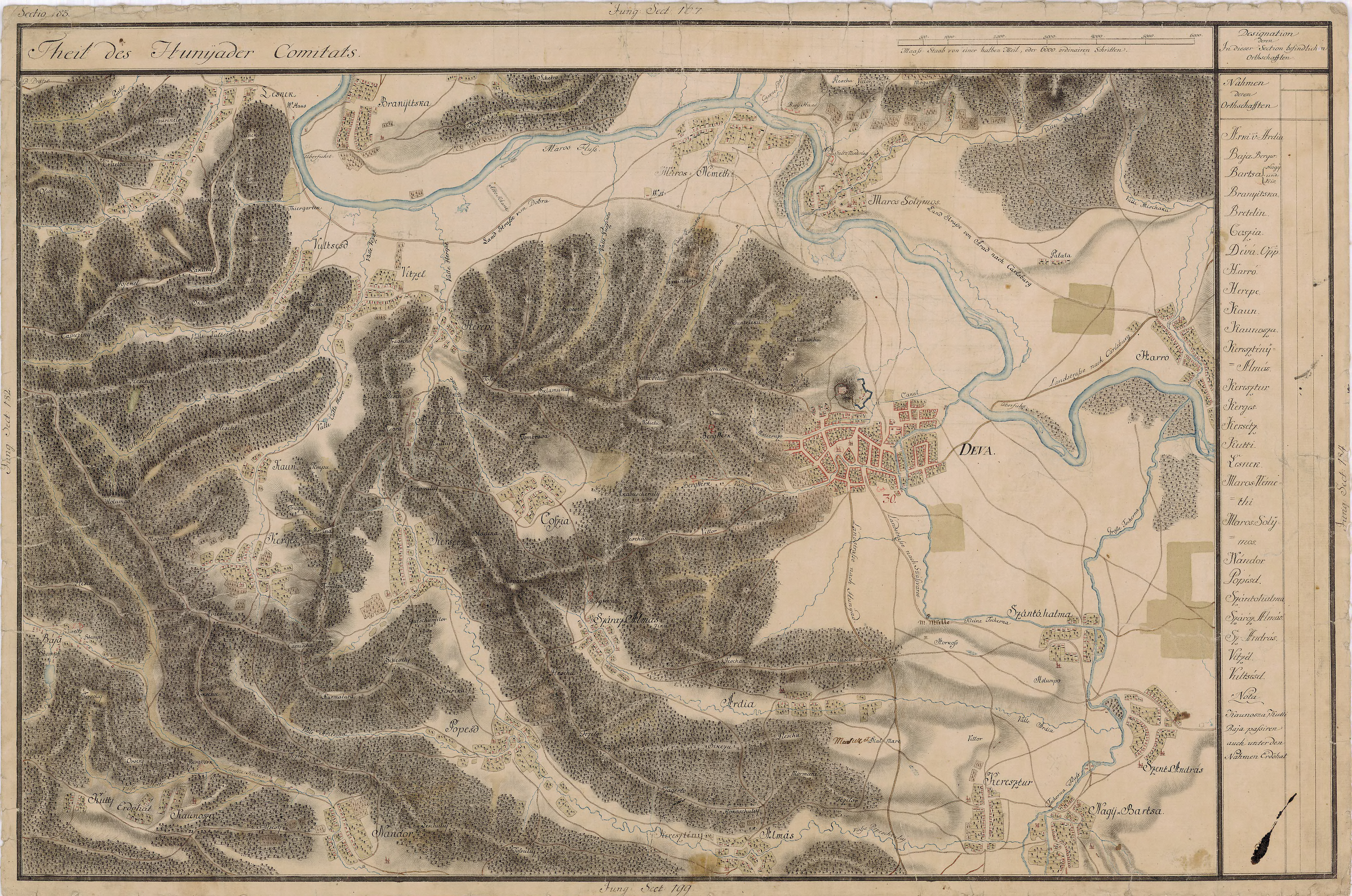
Sântuhlam în Harta Iosefină a Transilvaniei, 1769-1773